# Robert Klenck
Robert Klenck   (Bucarest, 1 d'octubre de 1850 - 1921) va ser un notable violinista i pedagog musical romanès. És més conegut a Romania pel seu conegut "Mètode de violí", publicat per primera vegada el 1892.
Va néixer a la capital de Romania immediatament després de la fundació del Conservatori de Bucarest (ara anomenada "The National University of Music Bucarest") el 1863, Robert Klenck va ser acceptat en aquesta institució musical, com a alumne de classe dirigit pel compositor, violinista, director de relats i professors romanès Alexandru Flechtenmacher: va acabar els estudis en aquesta institució musical com a alumne de primer premi el 1866.
Després de 1866. Robert Klenck va continuar els seus estudis musicals amb el famós violinista, director d'orquestra, compositor i professor austríac Georg Hellmesberger (senior) a la Universitat de Música i Arts Escèniques de Viena.
Després d'acabar els seus estudis a MDW, Robert Klenck es trasllada a Leipzig (Alemanya) i continua els seus estudis musicals a la Universitat de Música i Teatre Leipzig (la universitat musical més antiga d'Alemanya, fundada el 1843) sota el violinista i compositor alemany Ferdinand David, el Dr. Penz (harmonia i història de la música), E. F. Richter (contrapunt) i S. Jadassohn (composició).
Després d'acabar els seus estudis a Leipzig, Robert Klenck es converteix en concertino a les principals orquestres de Riga (Letònia) i Sant Petersburg (Rússia) i entre 1877 -1879, es converteix en un gran violinista. Després d'acabar la seva activitat concertística a Sant Petersburg, es va establir a Montreux (Suïssa), on ensenya violí. Participa activament com a concertista de violí en la vida musical de Montreux i altres ciutats suïsses com Lausana, Vevey, etc. El 1888, és nomenat llavors a Bucarest per reemplaçar temporalment el seu ex-mestre Alexandru Flechtenmacher i quan es va alliberar la càtedra, es converteix en professor titular de la càtedra de violí del Conservatori de Bucarest.

## Obres
Robert Klenck es va fer famós com a professor de violí a Romania després de publicar el seu mètode de violí (compost de 7 "quaderns" separats de l'1 al 7) el 1892: Klenck's Violin Method, el qual va ser àmpliament publicat a Romania des de 1892 fins al present i va ser àmpliament utilitzat en escoles públiques i privades d'escoles primàries i secundàries de tot el país.
Els primers 4 quaderns de KVM són realment notables pel contingut melòdic ric (i variat) dels seus estudis, exercicis i peces musicals. Els primers 2 quaderns de KVM es dediquen únicament a la primera posició de violí, ja que Klenck va encoratjar un estudi (ben organitzat i perseverant) en profunditat sobre la primera posició del violí. Quaderns no. 3 a 5 de KVM imparteixen les posicions 2, 3, 4 i 7 del violí. Quadern no. 6 se centra en les tècniques i especialitats de la mà dreta. Quadern no. 7 es concentra en les tècniques i especialitats de la mà esquerra. KVM també recomana l'estudi paral·lel d'altres treballs d'ensenyament de violí per a un estudi ampli i profund, però també per a la màxima eficiència. KVM és ara la peça més important de la base científica de l'escola de violí tradicional romanesa.

## Alumnes
Robert Klenck va tenir alguns estudiants que han dedicat articles a Wikipedia:
- Petrică Moţoi, un popular romanès i violinista de música tradicional
- Ludovic Feldman, violinista i compositor romanès
- Andricu, compositor, violinista i pianista romanès
- Constantin C. Nottara, violinista, compositor i crític musical romanès